# Ritratto di Madame Panckoucke
Il Ritratto di Madame Panckoucke (Portrait de Madame Panckoucke) è un quadro dipinto nel 1811 da Jean-Auguste-Dominique Ingres. Ritrae Cécile Panckoucke, da nubile Bochet (12 febbraio 1787, Lilla - 1865, Bordeaux), la moglie di Henry Panckoucke. Il quadro fa parte delle collezioni del museo del Louvre.

## Storia
Il ritratto fu esposto da Ingres al Salone del 1814, assieme a quello del fratello Edme Bochet e quello di Charles Marcotte d'Argenteuil.
Ingres scrisse la lettera seguente a Charles Marcotte de Argenteuil il 7 luglio 1814:
Il ritratto della signora Panckoucke fu conservato dai suoi discendenti fino al 1921, quando fu venduto al gallerista Georges Wildenstein. In seguito fu comprato alla galleria da Carlos de Beistegui, che, quando nel 1931 commissionò il suo ritratto al pittore Ignacio Zuloaga, si fece rappresentare davanti al Ritratto di Madame Panckoucke di Ingres. Con la donazione del 1942 con riserva di usufrutto al museo del Louvre, Carlos de Beistegui lasciò in eredita non solo il Ritratto di Madame Panckoucke, ma anche il suo ritratto di Zuloaga. Nel 1953, le due opere entrarono definitivamente nelle collezioni del museo. Il desiderio di Beistegui fu rispettato e il ritratto di Panckouke e quello di Beistegui sono esposti l'uno accanto all'altro nelle sale del Louvre.

## Descrizione
L'opera ritrae la donna in piedi, davanti a uno sfondo nero, mentre guarda lo spettatore. La pancia gonfia lascia intendere che sia incinta. Come in altri ritratti femminili del pittore francese, il vestiario e i gioielli sono realizzati minuziosamente: ella indossa una collana rossa di corallo e un vestito bianco con un'ampia scollatura, mentre la sua mano destra è coperta da un guanto; il braccio sinistro è ornato da dei braccialetti e regge un panno a strisce rossastre e biancastre con dei piccoli motivi.

## La modella

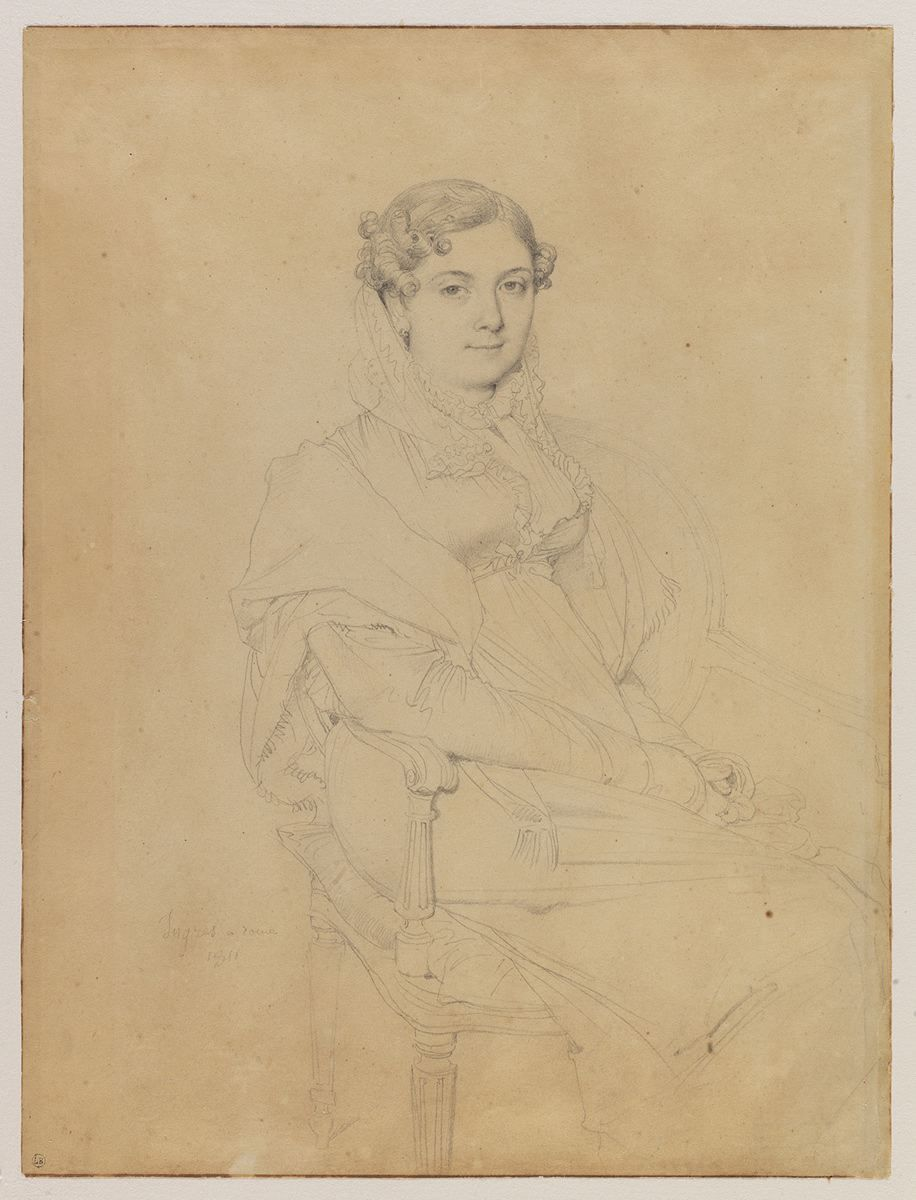
Un ritratto a matita di Cécile Panckoucke, oggi a Bayonne.

Cécile Panckoucke, nata Bochet, era una delle figlie di Edme Bochet padre, amministratore del registro delle proprietà, del quale un ritratto in grafite disegnato sempre da Ingres si conserva nel museo d'Arte Metropolitana novaiorchese, e di sua moglie Françoise Filipina de Bellier. Era anche la nipote del pittore Jean François Marie Bellier (1745-1836), un ritrattista e paesaggista, pittore della regina Maria Antonietta. Nel 1805 si sposò con Henry Panckoucke. Si legherà al pittore tramite sua sorella Delphine Ramel de Nogaret, che era la madre di Delphine Ramel, la seconda moglie di Jean-Auguste-Dominique Ingres.
Durante il suo soggiorno a Roma, dove suo marito era il direttore delle proprietà, conobbe Jean-Auguste-Dominique Ingres attraverso il suo parente Charles Marcotte de Argenteuil e nel 1811 commissionò il suo ritratto al pittore, che realizzò anche il suo ritratto in grafite, oggi nelle collezioni del museo Bonnat-Helleu di Bayonne. Rimasta vedova il 2 ottobre 1812 durante un viaggio della coppia alla corte di Napoli, tornò in Francia e nel 1816 si risposò, con il barone Philippe Morande-Forgeot, direttore dell'amministrazione delle poste. Il barone Morande-Forgeot divenne un amico di Jean-Auguste-Dominique Ingres, che dedicò il ritratto in grafite del 1856 di Cécile Marie Panckoucke come sposa "al signor Forgeot, il tuo carissimo Ingres".